# Massimo Codol

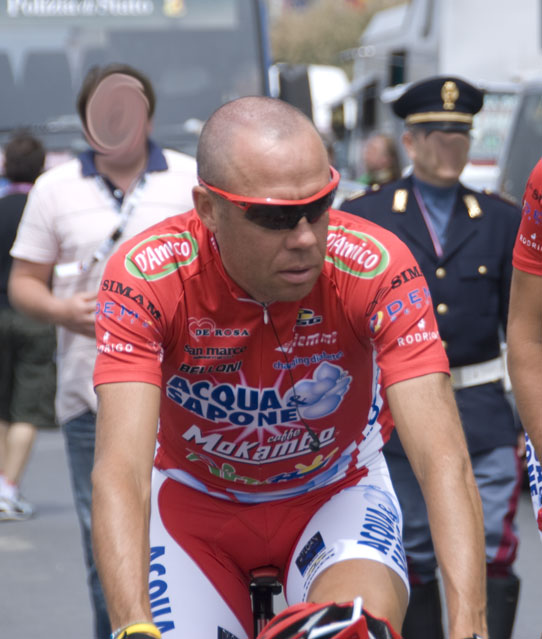
Massimo Codol beim Giro d’Italia 2009

Massimo Codol (* 27. Februar 1973 in Lecco) ist ein ehemaliger italienischer Radrennfahrer.
Den Giro del Ticino in der Schweiz gewann er 1997. Massimo Codol begann seine professionelle Karriere 1998 bei dem Radsportteam Mapei-Bricobi. Nach nur einem Jahr wechselte er zu Lampre-Daikin, wo er im Jahr 2000 eine Etappe bei der Baskenland-Rundfahrt und den Japan Cup für sich entschied. 2003 wechselte er zu Mercatone Uno, dem Team von Marco Pantani. Beim Giro d’Italia belegte er mit dem 15. Rang in der Gesamtwertung sein bestes Ergebnis dort. Sein Kapitän Pantani war nur einen Rang höher. 2005 gewann er eine Etappe bei der Settimana Internazionale.

## Erfolge
2000
- eine Etappe Baskenland-Rundfahrt
- Japan Cup

2005
- eine Etappe Settimana Internazionale (Mannschaftszeitfahren)

## Teams
- 1998 Mapei-Bricobi
- 1999 Lampre-Daikin
- 2000 Lampre-Daikin
- 2001 Lampre-Daikin
- 2002 Lampre-Daikin
- 2003 Mercatone Uno-Scanavino
- 2004 Fassa Bortolo
- 2005 Fassa Bortolo
- 2006 Tenax Salmilano (ab 16. März)
- 2007 Acqua & Sapone-Caffè Mokambo
- 2008 Acqua & Sapone-Caffè Mokambo
- 2009 Acqua & Sapone-Caffè Mokambo
- 2010 Acqua & Sapone-D’Angelo & Antenucci
- 2011 Acqua & Sapone
- 2012 Acqua & Sapone

- 2014 Area Zero Pro Team